# Miklós Németh
Pour les articles homonymes, voir Németh.
Dans le nom hongrois Németh Miklós, le nom de famille précède le prénom, mais cet article utilise l’ordre habituel en français Miklós Németh, où le prénom précède le nom.
Miklós Németh est un économiste et homme d'État hongrois, Premier ministre de Hongrie du 24 novembre 1988 au 23 mai 1990. Pendant les années tumultueuses qui ont conduit à la chute du communisme en Europe centrale et orientale, il est un dirigeant du Parti socialiste ouvrier hongrois, le parti communiste hongrois. Il est le dernier premier ministre communiste de Hongrie.

## Biographie

### Jeunesse et études
Miklós Németh est né dans une famille paysanne catholique pauvre le 24 janvier 1948 à Monok,, lieu de naissance du révolutionnaire Lajos Kossuth. Il est d'origine souabe par sa mère, les Stajz ayant été installés à cet endroit par la famille aristocratique Károlyi au XVIIIe siècle. En automne 1944, le grand-père de Miklós Németh est déporté de Monok en Union soviétique, d'où il revient seulement en 1951, tandis que son père András Németh, fervent catholique, combat à la Bataille de Voronej et survit au désastre sur le Don. Il retourne en Hongrie en 1946. Une sorte de double identité imprègne la vie politique de Miklós Németh, cet arrière-plan familial chrétien existant en arrière-plan de sa carrière au parti communiste. Par exemple, quand il épouse Erzsébet Szilágyi en 1971, il fait suivre d'un mariage religieux son mariage civil. Németh a 8 ans quand éclate la Révolution hongroise de 1956. Il garde juste quelques souvenirs épars des événements ; ses parents écoutent Radio Free Europe, le drapeau hongrois de 1848 est dressé sur la place principale du village, le secrétaire du parti communiste local est arrêté et les combattants de la liberté l'obligent à réciter le Notre Père. À cause de la propagande d'État et de la dissimulation, Németh n'aura connaissance de toute la vérité sur les événements que lors de ses études aux États-Unis.
Après l'école à Szerencs, Miklós Németh fréquente à partir de 1962 le lycée technique Berzeviczy Gergely de commerce et restauration (Berzeviczy Gergely Kereskedelmi és Vendéglátóipari Szakközépiskola) à Miskolc, où le théologien et historien Gábor Deák est un de ses professeurs. Il réussit l'examen final en 1966 et est admis à l'université des sciences économiques Karl Marx. Fait unique au sein du système éducatif communiste, l'université jouit d'une certaine autonomie grâce à son recteur puissant et influent Kálmán Szabó, qui a participé à la préparation et à la réalisation d'une réforme économique majeure appelée « Nouveau mécanisme économique » en 1968, introduisant quelques éléments capitalistes de marché dans le système économique hongrois. Dans ce milieu réformiste, en remplacement des experts du marxisme orthodoxe, il émerge une nouvelle intelligentsia d'économistes, qui a déjà fait connaissance avec le contenu des études universitaires en Occident en ayant eu l'occasion d'étudier à l'étranger.
Németh obtient son diplôme en 1971, devient ensuite professeur assistant, puis professeur d'université à plein temps. Németh obtient une bourse d'études de l'International Research & Exchanges Board aux États-Unis pour les semestres 1975-1976, où il fréquente en conséquence l'université Harvard à Boston. Il étudie la théorie du choix rationnel, l'analyse coût avantage et le droit commercial international. Plus tard, Németh sera accusé par les dirigeants communistes conservateurs d'avoir été recruté par la CIA durant son séjour à Harvard, bien qu'il considère ces accusations comme « insensées ».

### Début de carrière
De retour au pays, Németh quitte l'université des sciences économiques et travaille à partir de 1977 au Bureau national du plan (Országos Tervhivatal, OT). Il rejoint aussi à cette époque le Parti socialiste ouvrier hongrois (MSZMP). Il est chercheur théoricien, jusqu'à ce qu'en 1978 il soit appelé au département des Affaires économiques du Bureau du plan, où son rôle consiste à préparer des documents de planification résumés au sujet d'enquêtes industrielles, agricoles, sociales, etc., ébauches qui sont diffusées auprès du Conseil des ministres de la république populaire de Hongrie. Selon Németh, il se familiarise alors avec la réalité économique, prenant conscience de la véritable étendue de l'énorme dette. Le régime communiste et la Banque nationale hongroise tiennent des comptabilités parallèles, la majorité des membres du Bureau politique du parti ne connaît même pas la réalité des chiffres. En 1981, Németh commence à travailler pour le département des Affaires économiques du Parti. En 1982, Ferenc Bartha (en) et lui négocient avec Alan Whittome et Jacques de Larosière, représentants du Fonds monétaire international (FMI), mais Németh prend aussi part à une réunion en vue d'emprunter auprès de la Chine, court-circuitant ainsi les Soviétiques.
Németh est nommé chef du département des Affaires économiques du Parti en 1986, au moment où Mikhaïl Gorbatchev est devenu le dirigeant de l'Union Soviétique. Németh, qui a rencontré précédemment le nouveau secrétaire général, espère que pointe une nouvelle ère de réformes sociales, politiques et économiques. En juin 1987, Németh est promu au Comité central du Parti, en tant que secrétaire chargé de la politique économique. En mai 1988, soit moins d'un an plus tard, il est membre du bureau politique du Parti. Pendant ce temps János Kádár, premier secrétaire du Parti depuis longtemps, est remplacé par le Premier ministre Károly Grósz, qui tente de former un gouvernement de « technocrates » et charge Németh de négocier auprès de la Deutsche Bank un prêt d'un milliard de marks allemands.

### Premier ministre de Hongrie
À l'été 1988, le premier secrétaire Grósz annonce son intention d'abandonner sa fonction de Premier ministre pour se concentrer entièrement à l'organisation du Parti. Contrairement à la procédure classique, il nomme au poste quatre candidats, Rezső Nyers, Imre Pozsgay, Ilona Tatai et Pál Iványi pour en discuter avec les comités locaux du Parti, les organisations de travailleurs et le Front populaire patriotique (Hazafias Népfront, qui désignait les candidats aux élections législatives). Comme Grósz est conscient de la situation économique désastreuse et de l'insolvabilité imminente, le nom de Németh est prononcé, lui qui s'était fait une réputation d'expertise économique. Finalement Rezső Nyers, âgé, se désiste en faveur de Németh, qui prête serment le 24 novembre 1988, devenant ainsi le plus jeune chef de gouvernement du monde jusqu'à l'élection de la Première ministre du Pakistan, Benazir Bhutto en décembre 1988.
Németh devient Premier ministre en sautant les échelons intermédiaires, n'ayant jamais occupé les postes de ministre ni de secrétaire d'État dans les précédents gouvernements. Il hérite aussi de quelques ministres influents du cabinet Grósz (comme Frigyes Berecz et István Horváth (en)), ce qui conduit certains à supposer que Németh est le partenaire de Grósz durant ces quelques mois. D'après Németh, comme le budget n'avait pas été dressé pour l'année suivante et que le système n'était pas durable sans coupes budgétaires, le but de Grósz était d'attribuer à son Premier ministre le rôle de bouc émissaire, protégeant ainsi son propre pouvoir et l'idéologie communiste. Le fossé conflictuel entre l'aile conservatrice et l'aile réformiste s'élargit quand Grósz fait un discours au Budapest Sportcsarnok sur l'imminence de la lutte des classes et le danger de « terreur blanche ». Németh se désolidarise progressivement de la direction du Parti. Grósz, qui n'a aucune idée que son successeur sera auto-propulsé, met même sur écoute le téléphone de Németh, et l'entourage de ce dernier découvre des dispositifs d'écoute dans la résidence du Premier ministre. Durant les mois suivants, l'aile dure conservatrice s'affaiblit en permanence, le Comité politique et le Front populaire patriotique renoncent à leur droit de nommer les candidats aux postes ministériels, et le 10 mai 1989, Németh procède à la restructuration de son cabinet. Il en fait un « gouvernement d'experts » dont les membres sont voués à faire la transition entre la dictature du parti unique et la démocratie. Les réformistes Gyula Horn, László Békesi (en), Csaba Hütter (en), Ferenc Glatz (en) et Ferenc Horváth sont alors membres de ce cabinet. Le gouvernement de transition Németh est désormais responsable devant l'Assemblée nationale et non plus devant le Parti socialiste ouvrier hongrois.

### Transition démocratique
Il devient le premier Premier ministre post-communiste de Hongrie quand, lors de son 14e congrès le 7 octobre 1989, le Parti socialiste ouvrier hongrois (MSZMP), parti unique hongrois, se métamorphose en Parti socialiste hongrois (MSZP), parti social-démocrate de centre gauche, dont Németh est membre fondateur. En conséquence de l'adoption d'amendements constitutionnels par le Parlement le 23 octobre 1989, Németh exerce la fonction de Premier ministre provisoire de la Troisième République, et en tant que tel il est le nouveau dirigeant hongrois.

### Ouverture de la frontière
Après sa promotion en tant que Premier ministre en novembre 1988, Miklós Németh autorise les Hongrois à se rendre en Autriche dès le 1er janvier 1989.  Fin mars 1989, il fait démanteler 3,5 kilomètres de barbelés entre l’Autriche et la Hongrie afin de tester la réaction de Moscou et des autres pays communistes. Le 2 mai, des journalistes occidentaux sont conviés pour médiatiser la poursuite de cette opération. L'Occident commence à se rendre compte des changements en cours. Le 27 juin 1989, le ministre des affaires étrangères Alois Mock et son homologue hongrois Gyula Horn coupent ensemble des barbelés devant des journalistes.  Le 11 septembre 1989, il prend la décision d'étendre aux Allemands de l'Est l'autorisation de se rendre en Autriche, puis en Allemagne de l'Ouest en transitant par la république populaire de Hongrie. Cette décision est généralement considérée comme une des causes de la chute du mur de Berlin le 9 novembre 1989.

### Après le mandat de Premier ministre
Il quitte sa fonction le 23 mai 1990, ayant été défait par József Antall, candidat du Forum démocrate hongrois, lors des élections législatives hongroises de 1990, les premières élections libres en Hongrie après la chute du communisme. Jusqu'en avril 1991, il siège en tant que parlementaire indépendant de la circonscription de Szerencs. Par la suite, Németh exerce la fonction de vice-président de la toute nouvelle Banque européenne pour la reconstruction et le développement (BERD), organisation internationale basée à Londres chargée d'aider les pays de l'ex-bloc soviétique dans leur transition vers l'économie de marché. Il quitte la BERD en 2000 pour regagner la Hongrie, où il tente d'être investi par le Parti socialiste hongrois, alors dans l'opposition, comme candidat au poste de Premier ministre, mais sans succès puisque c'est Péter Medgyessy qui est investi, et qui devient Premier ministre en 2002.
En 2007, Németh est chargé par le secrétaire général des Nations unies Ban Ki-moon d'enquêter sur l'utilisation illégale de biens par le Programme des Nations unies pour le développement (PNUD) en faveur de la Corée du Nord. Auparavant, la CIA avait informé l'administrateur du PNUD Kemal Derviş que le régime nord-coréen avait contrefait et réimprimé les billets de banque adressés au titre de l'aide alimentaire. Németh préside un comité d'enquête de trois membres, qui détermine qu'il a effectivement existé un usage non autorisé de fonds, avec des succursales de distribution au Caire et à Macao. Le rapport de 380 pages en est publié en juin 2008.

## Récompenses
Pour son rôle en Europe et dans la réunification allemande, Németh se voit décerner le prix « Point Alpha » en juin 2014.
Németh participe en 2014 avec Mikhaïl Gorbatchev, Lech Wałęsa et des hommes politiques allemands à la célébration du 25e anniversaire de la chute du mur de Berlin. Lors d'une interview où Németh se souvient des événements, il dit que la démolition du mur de Berlin était soudaine mais résultait d'une dynamique créée depuis plusieurs mois, puisqu'en mars 1989 Gorbachev avait promis que les Soviétiques n'interviendraient pas par la force après l'ouverture de la frontière hongroise avec l'Autriche,.